# Auferstanden aus Ruinen
Vstali iz ruševin (nemško Auferstanden aus Ruinen) je bila državna himna Nemške demokratične republike. Melodijo je zložil nemški skladatelj Hanns Eisler, besedilo pa pesnik Johannes R. Becher, ki sta ustvarila pesem po naročilu vzhodnonemške vlade leta 1949.

## Besedilo
Opomba prevajalca: Slovenski prevod je bolj ali manj dobeseden in kolikor toliko smiseln in ni literaren, ker ni v rimah.
| Nationalhymne der DDR 1. Auferstanden aus Ruinen Und der Zukunft zugewandt, Laß uns dir zum Guten dienen, Deutschland, einig Vaterland. Alte Not gilt es zu zwingen, Und wir zwingen sie vereint, Denn es muß uns doch gelingen, Daß die Sonne schön wie nie \|: Über Deutschland scheint. :\| 2. Glück und Frieden sei beschieden Deutschland, unserm Vaterland. Alle Welt sehnt sich nach Frieden, Reicht den Völkern eure Hand. Wenn wir brüderlich uns einen, Schlagen wir des Volkes Feind! Laßt das Licht des Friedens scheinen, Daß nie eine Mutter mehr \|: Ihren Sohn beweint. :\| 3. Laßt uns pflügen, laßt uns bauen, Lernt und schafft wie nie zuvor, Und der eignen Kraft vertrauend, Steigt ein frei Geschlecht empor. Deutsche Jugend, bestes Streben, Unsres Volks in dir vereint, Wirst du Deutschland neues Leben, Und die Sonne schön wie nie \|: Über Deutschland scheint. :\| | Državna himna NDR 1. Vstala iz ruševin In usmerjena v bodočnost, Naj ti dobro služimo, Nemčija, edina domovina. Stare težave je treba premagati, In premagali jih bomo zduženi, Kajti mora nam le uspeti, Da sonce lepo kot nikoli \|: Nad Nemčijo bo sijalo. :\| 2. Sreča in mir naj bo naklonjen Nemčiji, naši domovini. Cel svet hrepeni po miru, Podajte narodom vašo roko. Če se bratovsko zedinimo, Bomo premagali sovražnika naroda! Naj luč mira sije, Da mati nikoli več \|: Ne bo objokovala svojega sina. :\| 3. Orajmo, gradimo, učite se in ustvarjajte kot nikoli prej, In zaupajoč v lastno moč, se dvigne svobodni rod. Nemška mladina, največje stremljenje, Našega naroda je združeno v tebi, Ti boš novo življenje Nemčije, In sonce lepo kakor nikoli \|: Nad Nemčijo bo sijalo. :\| |